# مصطفى النحاس
مصطفى النحاس (15 يونيو 1879 - 23 أغسطس 1965) أحد أبرز السياسيين المصريين في القرن العشرين. تولى منصب رئيس وزراء مصر ورئيساً لمجلس الأمة (مجلس النواب المصري حالياً). ساعد على تأسيس حزب الوفد وعمل زعيماً له من 1927م إلى 1952 عندما تم حل الحزب. ساهم كذلك في تأسيس جامعة الدول العربية.

## حياته المبكرة

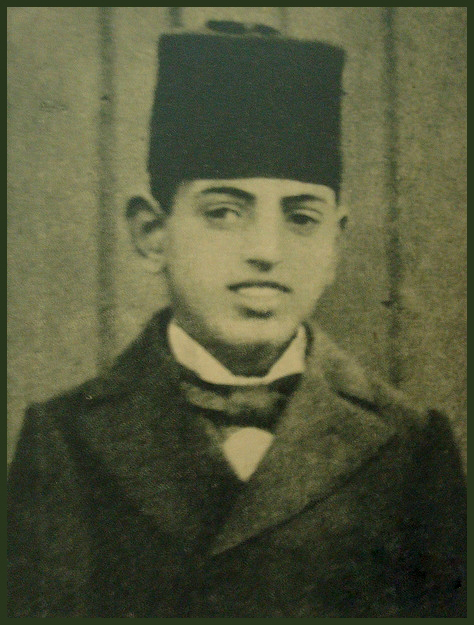
مصطفي النحاس عام 1890

ولد مصطفى النحاس في 15 يونيو 1879 في سمنود، محافظة الغربية، لأسرة ميسورة الحال. والده محمد النحاس أحد تجار الأخشاب المشهورين مُمتَلك عدة ورش وعقارات، له سبعة من الإخوة والأخوات. تلقى تعليمه الأساسي في كتاب القرية في سن السابعة. أرسله والده وهو في سن الحادية عشر للعمل بمكتب التلغراف المحلي، ونال إعجاب من في المكتب بعد إتقانه لطريقة الإرسال والإستقبال وترجمة الرموز. وصل هذا الخبر أحد المستشارين المُقيِمين في الدائرة وذهب إلى والده مقنعًا إياه بضرورة إرسال ابنه للتعلم في مدارس القاهرة. انتقل مصطفى النحاس لأول مرة إلى مدينة القاهرة، والتحق بالمدرسة الناصرية الابتدائية بالقاهرة، وحصل منها على الشهادة الابتدائية، ثم التحق عام 1892 بالمدرسة الخديوية الثانوية، ثم التحق بمدرسة الحقوق (كلية الحقوق الآن) عام 1896 وتخرج فيها عام 1900.
رفض النحاس العمل كمساعد نيابة وفضل العمل الحر كمحام. كانت أول وظيفة للنحاس في مكتب محمد فريد المحامي الذي تولى زعامة الحزب الوطني بعد مصطفى كامل. ترك مكتب محمد فريد، وبعد فترة قصيرة أصبح شريكًا للمحامي المشهور حينها محمد بك بسيوني بمدينة المنصورة. ظل يعمل في المحاماة حتي عام 1903. عرض عليه عبد الخالق ثروت باشا العمل بالقضاء ضمن وزارة حسين رشدي باشا أثناء ما كان وزيرًا للحقانية. رفض النحاس هذا العرض، لكن ذهب ثروت إلى والد النحاس ليُقنع النحاس بقبول الوظيفة حتى قبلها. كان أول تعيين له كقاضٍ في أكتوبر 1903 بمحكمة قنا الأهلية وأسوان أمضى فيها الفترة من 1903 إلى 1908، ثم بعد ذلك تسعة أعوام متنقلًا بين مدن الدلتا والقاهرة وطنطا حيث تولى آخر مناصبه، رئيسًا لدائرة محكمة طنطا، وحصل وقتها على رتبة البكوية.

## بدايته السياسية

### إنضمامه لمجموعة سعد زغلول
يُعد دخول مصطفى النحاس الحياة السياسية مرتبطًا بإعلان الرئيس الأمريكي وودرو ويلسون للمبادئ الأربعة عشر التي أُذِيعت بعد الحرب العالمية الأولى. حينما نادى الرئيس الأمريكي بحق الشعوب الصغيرة في تقرير مصائِرها، أثر هذا في وجدان النحاس الذي كان يكن شعورًا عدائيًا تجاه الإحتلال البريطاني لمصر. كان النحاس وقتها يعمل قاضيًا بمدينة طنطا، ويلتقي ببعض أصدقائه في القاهرة بمكتب المحامي أحمد بك عبد اللطيف من المؤيدين لفكر الحزب الوطني. شغل المجموعة التفكير في آلية لإيصال صوت مصر للعالم، وكان هذا هو الفكر السائد لدى المجموعات السياسية في هذا الوقت. بدأت المجموعة في التواصل مع سعد زغلول، نائب رئيس الجمعية الشرعية حينها، فتطوع علي ماهر (مدير إدارة المجالس الحسبية بوزارة الحقانية -العدل حاليًا) للتواصل مع عبد العزيز فهمي عضو الجمعية وأحد المقربين من سعد زعلول. فشل ماهر في إقناع فهمي باستعداد المجموعة للعمل تحت قيادة سعد زغلول. قرر النحاس الذهاب بنفسه لإقناع فهمي بذلك فغنم النحاس بموافته، وأخبره بأن هناك نية لتشكيل وفد مصري يتحدث باسم مصر، وهناك توجه بدمج كافة فصائل المجتمع في هذا الوفد، حتى لا يتهم الوفد بالحزبية.
بدأ سعد زغلول بتشكيل الوفد، وأدرك حينها أنه لو سمح للحزب الوطني إرسال مرشحيه، لأرسل المغالين منهم، ما كان سيجهض أي مفاوضات. سعى سعد زغلول إلى ضم عناصر من الحزب الوطني من اختياره تجنبًا لأية صراعات، لذا اخُتير مصطفى النحاس وحافظ عفيفي في 20 نوفمبر 1918 ضمن أعضاء الوفد السبعة.

### توابع الحرب العالمية الأولى
عانى الشعب المصري جراء الحرب العالمية الأولى مع أنه لم يكن طرفًا فيها. فقد أُعلنت الأحكام العُرفِية وتعطل مجلس شورى القوانين، كذلك الاعتقالات لأفراد الحزب الوطني، الشيء الذي ترك آثاره في كل مكان. وكان من أهم نتائج الحرب فرض الحماية البريطانية على مصر عام 1914، وفصل مصر عن الدولة العثمانية وعزل الخديوي عباس حلمي وتعيين حسين كامل سُلطان مصر. أدت الظروف إلى فشل الحزب الوطني في حركته السياسة، وتكوين أفراد حزب الأمة لحزب جديد باسم حزب الوفد، بزعامة سعد زغلول. بدأ سعد زغلول في تشكيل حزب الوفد وضم حينها مجموعة كبيرة من أعضاء حزب الأمة والجمعية التشريعية والحزب الوطني، وكان من ضمنهم مصطفى النحاس الذي عُين سكرتيرًا للحزب الجديد. كان من ضمن أبرز أعضاء الحزب:
- أحمد لطفي السيد (حزب الأمة)
- عبد العزيز فهمي (الجمعية التشريعية)
- علي شعراوي (حزب الأمة)
- حافظ عفيفي (حزب الوطني)
- سينوت حنا (الحزب الوطني)
- إسماعيل صدقي

## ثورة 1919

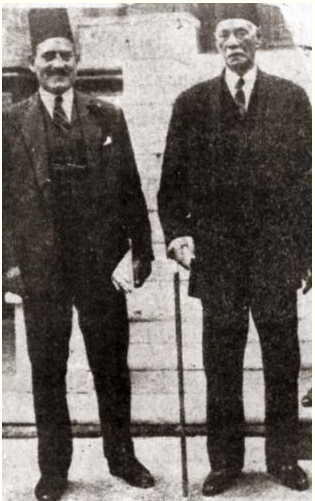
مصطفى النحاس وبجواره سعد زغلول.

لعِب النحاس دورًا هامًا خلال ثورة 1919، فكان حينها يعمل قاضيًا بمحكمة طنطا ووكيلًا لنادي المدارس العليا. نظم مع عبد العزيز فهمي إضراب المحامين، وكذلك كان الوسيط بين لجنة الموظفين بالقاهرة واللجنة بطنطا، فكان يحمل المنشورات داخل ملابسه ويقوم بتوزيعها هو ومجموعته على أفراد الشعب. فُصل النحاس من منصبه كقاضٍ نتيجة لنشاطه السياسي، وأصبح سكرتيرًا عاماً للوفد في القاهرة حتى عاد من باريس، حيث افتتح مكتبا للمحاماة.
عُرِض مشروع ملنر، ووافق عليه طائفة ملاك الأراضي الزراعية داخل الوفد الذين كانو يشكلون 83%  من الوفد مُعلنين بأن هذا أقصى ما يمكن تحصيله. رأى سعد زغلول أن هذا العرض غير مناسب بعد الثورة، لذا كتب سعد زعلول للنحاس وواصف وعفيفي في 22 أغسطس 1920 يعرض فيه مشروع ملنر ومشكلة الامتيازات واستمرار الحماية البريطانية. كان النحاس في هذا الوقت في القاهرة، بينما كان سعد في أوروبا وكان من المفترض أن يقوم أعضاء الوفد في القاهرة والعائدين من الخارج بعرض المشروع على الشعب بحياد للتعبير عن رأيه. تلقى النحاس رسالة سعد فما كان منه إلا أن عرض المشروع بحياد مطلق، ما يوحي بعدم تأييده لذلك دون أن يُعلن صراحةً. واقترح النحاس على الوفد بعد ذلك كتابة التحفظات التي أبداها الشعب حول المشروع، مما يعني أن المشروع غير مقبول بشكله الحالي. أدى هذا الاقتراح إلى فاعلية أكثر لشخصية النحاس داخل الوفد، وليس كونه مجرد تابع لسعد زغلول.

## النحاس والوفد
أصبح النحاس الساعد الأيمن لسعد زغلول. عُين النحاس في يوليو 1920 سكرتيرًا للجنة الوفد المركزية في القاهرة بعد اعتقال عبد الرحمن فهمي. بعد انضمامه لسعد زغلول في باريس، قدم إليه تقرير حول رأي الشعب في مشروع ملنر، ورافق زغلول إلى لندن في أكتوبر 1920.نُفِي مصطفى النحاس وسعد زعلول ومكرم عبيد وآخرين عام 1921.

### رئاسة حزب الوفد
ترأس النحاس باشا حزب الوفد عقب وفاة سعد زغلول وبموافقة غالبية الأعضاء على ذلك، وكان سكرتير الوفد هو صديقه وشريكه مكرم عبيد.

## حكومة الوفد

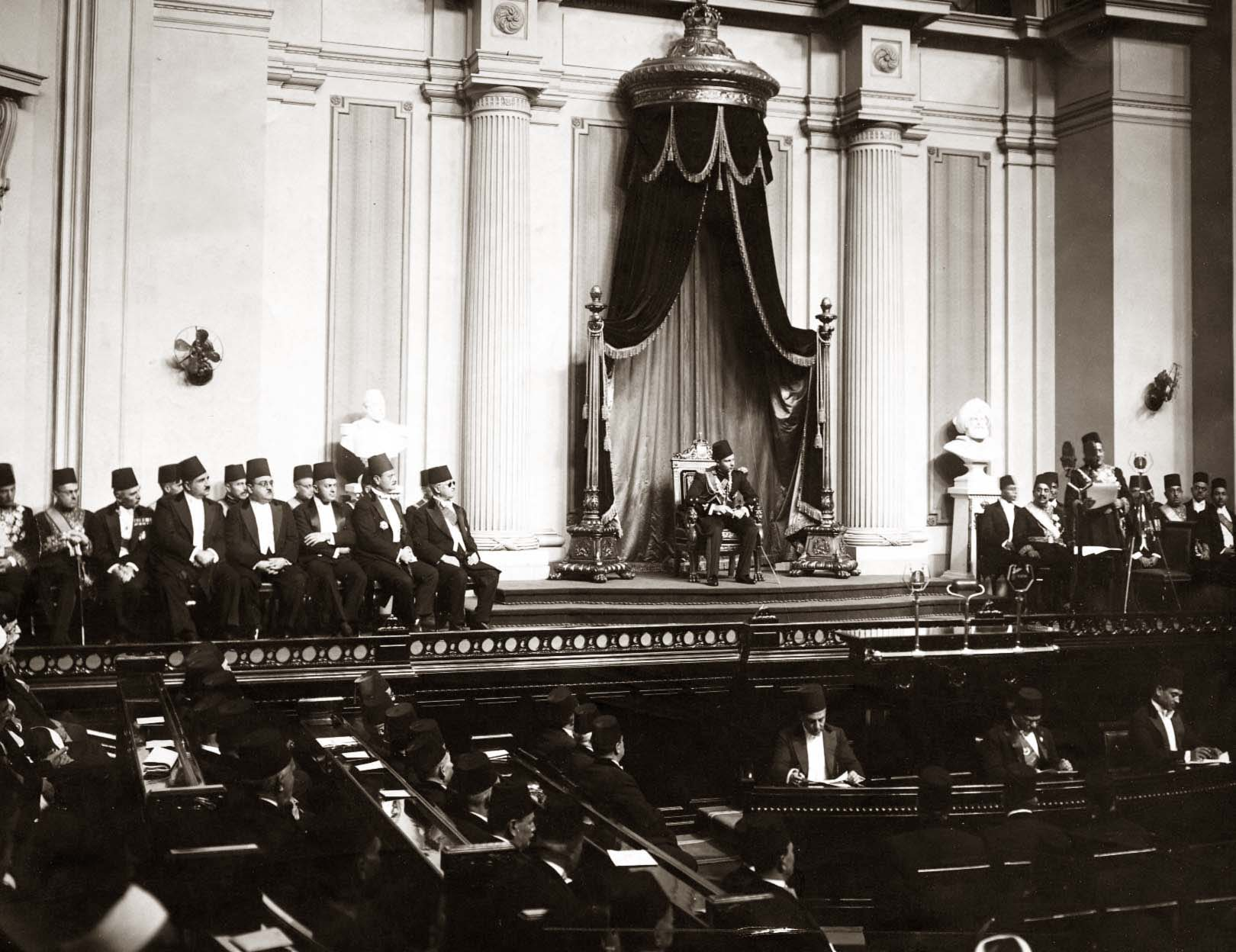
الملك فاروق الأول يستمع إلى النحاس باشا

## معاهدة 1936
عند اشتعال ثورة 1936-1939 في فلسطين، أسس النحاس اللجنة العربية العليا كمحاولة لتهدئة الأمور في المنطقة. وكان مسؤولاً عن المعاهدة المصرية البريطانية عام 1936م إلا أنه لاحقاً ألغاها. الأمر الذي أشعل اضطرابات مضادة للإنجليز، مما أدى إلى حل وزارته في يناير 1952م. وبعد ثورة يوليو 1952 سـُجن هو زوجته، زينب الوكيل، من 1953م إلى 1954م ثم تقاعد من الحياة العامة.
في 30 ديسمبر 1937م عهد الملك فاروق إلى محمد محمود بتأليف وزارته الثانية، وكان محمد محمود زعيما للمعارضة في مجلس النواب ورئيسا لحزب الأحرار الدستوريين الذي عطل الدستور والحياة البرلمانية في عام 1928م، واشترك الحزب الوطني وكان يرأسه محمد حافظ رمضان في الوزارة المسؤولة. واستصدر محمد محمود في البداية مرسوما بتأجيل انعقاد البرلمان شهرا.
اعترض أعضاء مجلس النواب على قرار الحل فتدخل البوليس لإخراج الأعضاء بالقوة من المجلس، وكان أحمد ماهر باشا رئيسا للمجلس، وأمر بعدم مناقشة مرسوم تأليف الوزارة ومرسوم حل البرلمان فقرر الوفد فصله لتضامنه مع محمود فهمي النقراشي مرشح القصر.
ألف أحمد ماهر باشا ومحمود فهمي النقراشي وأنصارهما حزبا جديدا باسم الهيئة السعدية برئاسة أحمد ماهر باشا، وجرت الانتخابات في أبريل 1938م وحصل مرشحو القصر على 193 مقعدا (113 للدستوريين و80 للسعديين) وحصل الوفد على 12 مقعدا، والحزب الوطني على 4 مقاعد، كما حصل المستقلون الموالون للحكومة على 55 مقعدا. وقدم محمد محمود استقالته في 27 أبريل 1938م فكلفه الملك بتأليف وزارته الثالثة.استعان محمد محمود في تأليفه الوزارة بإسماعيل صدقي عدو العمال الأول الذي ارتبط اسمه بسياسة القهر وإلغاء الدستور والعنف ضد الحركة العمالية.
في عام 1938م وقعت المحاولة الثالثة للاعتداء على مصطفى النحاس بوضع متفجرات في موتور سيارته، فاكتشف أمرها وتم إبعادها ونجا مصطفى النحاس. ثار خلاف منذ البداية حول رغبة محمد محمود أن يضم لوزارته أكبر عدد من الدستوريين، لأن حزبه حصل على الأغلبية فرفض الملك وأصر على تمثيل السعديين بنسبة معقولة، واستمر الصراع مع القصر ممثلا في علي ماهر باشا رئيس الديوان الملكي.
بعد مرور عام وشهرين ساءت صحة محمد محمود فقدم استقالته، فعهد الملك فاروق إلى علي ماهر باشا بتأليف الوزارة للمرة الثانية وانشئت وزارة الشؤون الاجتماعية ضمن الوزارات المشكلة. لم يمض على تشكيل الوزارة أسبوعان حتى نشبت الحرب العالمية الثانية وضاعت كل أماني وآمال العمال في صدور تشريعاتهم المعطلة. وفي أول سبتمبر 1939م أعلنت الوزارة الأحكام العرفية كما فرضت ضريبة إضافية للدفاع قدرها 1%.

## مذكرة النحاس

صورة تجمع بين مصطفى النحاس و الملك فاروق

في 5 أبريل 1940م قدم مصطفى النحاس مذكرة للسفير البريطاني ليحملها إلى الحكومة البريطانية، يطالب فيها أن تصرح بريطانيا من الآن بأن القوات البريطانية ستنسحب من الأراضي المصرية فور انتهاء الحرب، وأن مصر ستشارك في مفاوضات الصلح وسيتم الاعتراف بحقوق مصر في السودان وإلغاء الأحكام العرفية، وقوبلت هذه المذكرة بارتياح كبير من فئات الشعب.
في يونيو 1940م أعلنت إيطاليا الحرب على الحلفاء منضمة إلى ألمانيا، وساءت العلاقة بين السفارة البريطانية ووزارة علي ماهر باشا المؤيدة للمحور. وفي 22 يونيو 1940 وجهت السفارة البريطانية إنذارا للملك بأنه لا سبيل للتعاون مع علي ماهر باشا ولوحت صراحة بإنزال الملك عن العرش ووضعه تحت الرقابة حتى لا يهرب. طلب الملك تشكيل وزارة ائتلافية وأوفد وكيل الديوان الملكي عبد الوهاب طلعت إلى مصطفى النحاس وكان في كفر عشما بالمنوفية. رفض مصطفى النحاس الاشتراك في وزارة ائتلافية حتى لو كان رئيسا لها، وطالب بتأليف وزارة محايدة يكون أول عمل لها حل مجلس النواب وإجراء انتخابات حرة. وانتهى الاجتماع دون اتفاق على أي شيء من هذا.
شهدت بداية عام 1941 أزمة حادة في السلع التموينية وبدأت طوابير الخبز حيث كان الناس يهجمون على المخابز للحصول عليه ويتخطفون الخبز من حامليه، وأوشكت الأزمة أن تصل حد المجاعة. ووصلت قوات روميل في الصحراء الغربية إلى العلمين بجوار الإسكندرية فخرجت المظاهرات في 2 فبراير 1942 بتدبير القصر تهتف بحياة روميل وعجز حسين سري عن مواجهة الموقف فقدم استقالته.
عندما استقالت وزارة حسين سري كانت قوات روميل بالعلمين في يوم 2 فبراير 1942. طلب السفير البريطاني من الملك فاروق تأليف وزارة تحرص على الولاء للمعاهدة نصا وروحا قادرة على تنفيذها وتحظى بتأييد شعبي وأن يتم ذلك في موعد أقصاه 3 فبراير 1942.

## إنذار جديد

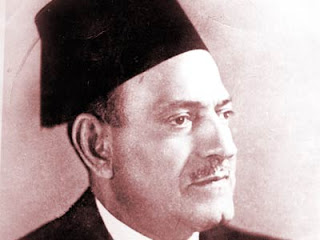

استدعى الملك فاروق قادة الأحزاب السياسة في محاولة لتشكيل وزارة قومية أو ائتلافية. كانوا جميعا -عدا مصطفى النحاس- مؤيدين فكرة الوزارة الائتلافية برئاسة مصطفى النحاس؛ فهي تحول دون انفراد الوفد بالحكم ولهم أغلبية بالبرلمان. في يوم 3 فبراير 1942 رفض مصطفى النحاس تأليف وزارة ائتلافية.
في اليوم التالي الموافق 4 فبراير 1942م تقدم السفير البريطاني بإنذار جديد، إلا أن مصطفى النحاس رفض الإنذار هو وجميع الحاضرين من الزعماء السياسيين أثناء الاجتماع الذي دعى إليه الملك بعد تلقي الإنذار.
في مساء اليوم حاصرت القوات البريطانية قصر عابدين واجتمع قائدها جنرال ستون بالملك الذي قبل الإنذار ودعا لاجتماع القادة السياسيين وأعلن أنه كلف النحاس بتأليف الوزارة ورفض النحاس وظل الملك يلح عليه مناشدا وطنيته أن ينقذ العرش ويؤلف الوزارة ولم يكن هناك مفر من أن يقبل النحاس تشكيل الوزارة مسجلا ذلك للتاريخ في خطاب قبوله تأليف الوزارة حديث الملك: «وبعد أن ألححت علي المرة تلو المرة والكرة بعد الكرة أن أتولى الحكم ونشادتني وطنيتي واستحلفتني حبي لبلادي من أجل هذا أنا أقبل الحكم انقاذا للموقف منك أنت».

## احتجاجه على تعيين الإنجليز له

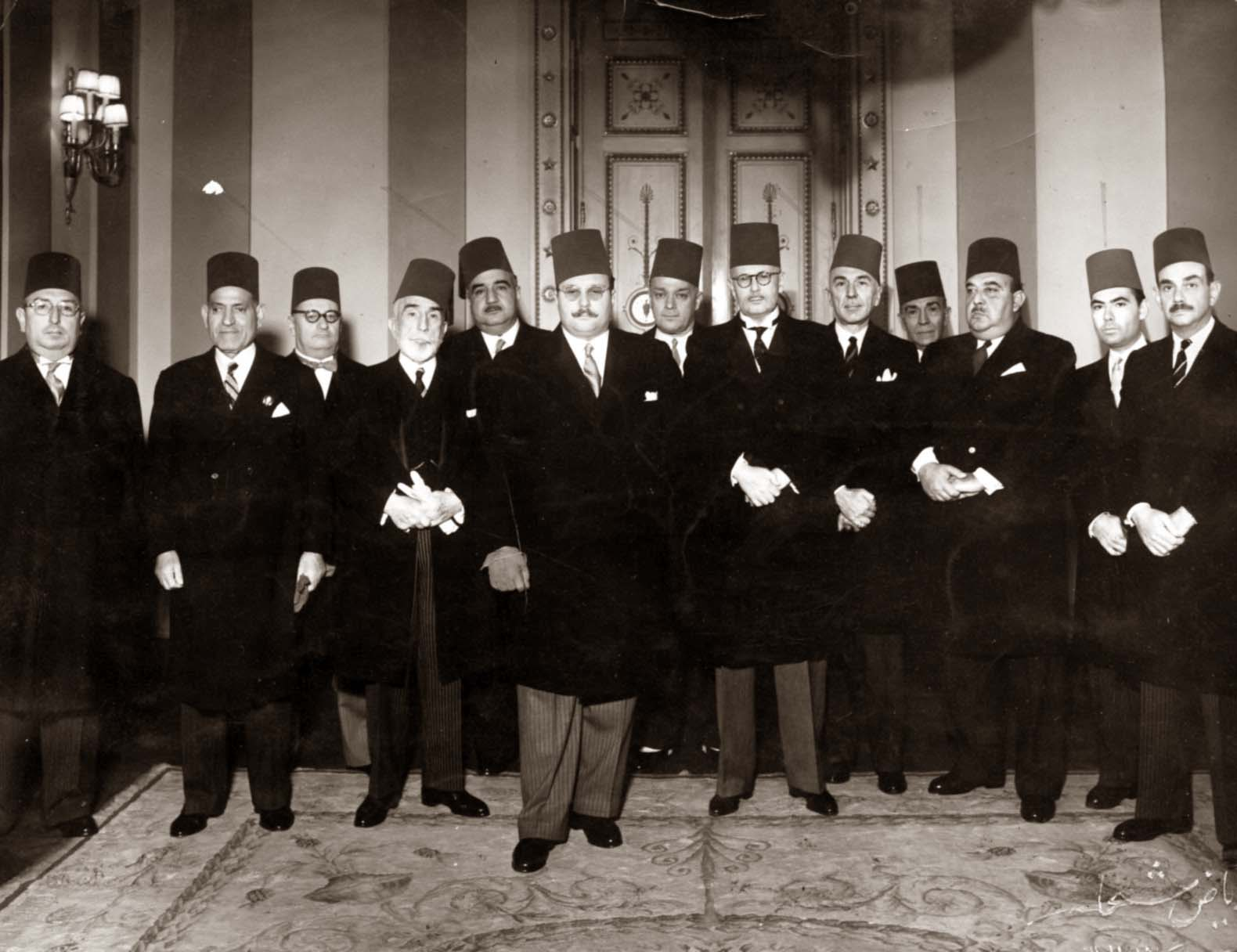
الملك فاروق مع التشكيل الوزاري الجديد وإلى جانبه الأمير محمد علي توفيق ومصطفى النحاس باشا.

في 5 فبراير 1942م أرسل مصطفى النحاس احتجاجا إلي السفير البريطاني في خطابه المشهور استنكر فيه تدخل الإنجليز في شؤون مصر جاء فيه: «لقد كلفت بمهمة تأليف الوزاة وقبلت هذا التكليف الذي صدر من جلالة الملك، بما له من الحقوق الدستورية وليكن مفهوما أن الأساس الذي قبلت عليه هذه المهمة هو أنه لا المعاهدة البريطانية المصرية ولا مركز مصر كدولة مستقلة ذات سيادة يسمحان للحليفة بالتدخل في شؤون مصر الداخلية وبخاصة في تأليف الوزارات أو تغييرها».
رد السفير البريطاني مايلز لامبسون على مصطفى النحاس بخطابه قائلا: لي الشرف أن أؤيد وجهة النظر التي عبر عنها خطاب رفعتكم المرسل منكم بتاريخ اليوم وإني أؤكد لرفعتكم أن سياسة الحكومة البريطانية قائمة على تحقيق التعاون بإخلاص مع حكومة مصر كدولة مستقلة وحليفة في تنفيذ المعاهدة البريطانية المصرية من غير أي تدخل في شؤون مصر الداخلية ولا في تأليف الحكومات أو تغييرها.

## ثورة الشعب المصري الثانية وإلغاء إتفاقية 1936

محمد نجيب مع مصطفى النحاس

في يوم 8 من أكتوبر عام 1951 وقف الرئيس مصطفى النحاس على منصة مجلس النواب، وقد احتشدت القاعة بالنواب والشيوخ الذين حضروا ليستمعوا للبيان الذي سيلقيه رئيس الحكومة.
حيث تحدث النحاس شارحاً تفاصيل المفاوضات التي أجرتها حكومته مع الجانب البريطاني لتحقيق الجلاء عن مصر وتوحيد شطري الوادي (مصر والسودان) تحت التاج الملكي، إلى أن قال "حضرات الشيوخ والنواب المحترمين: لقد انقضى وقت الكلام وجاء وقت العمل، العمل الدائب المنتج الذي لا يعرف ضجيجاً أو صخباً، بل يقوم على التدبير والتنظيم وتوحيد الصفوف لمواجهة جميع الاحتمالات وتذليل كل العقبات، وإقامة الدليل على أن شعب مصر والسودان ليس هو الشعب الذي يٌكره على ما لا يرضاه أو يسكت عن حقه في الحياة.
أما الخطوات العملية التالية فستقفون على كل خطوة منها في حينها القريب، وإني لعلى يقين من أن هذه الأمة الخالدة ستعرف كيف ترتفع إلى مستوى الموقف الخطير الذي تواجهه متذرعة له بالصبر والإيمان والكفاح وبذل أكرم التضحيات في سبيل مطلبها الأسمى.
يا حضرات الشيوخ والنواب المحترمين: من أجل مصر وقعت معاهدة سنة 1936 ومن أجل مصر أطالبكم اليوم بإلغائها.."
كانت هذه المقتطفات من خطاب النحاس.
وقد زلزل إلغاء المعاهدة كيان بريطانيا؛ فقد اجتمع في اليوم التالي هربرت موريسون وزير خارجية بريطانيا بكل مستشاري الوزارة وحضر الاجتماع بريان روبرتسون قائد القوات البرية في الشرق الأوسط وأصدر الوزير بياناً يحتج فيه على إلغاء المعاهدة.
وأعلن الجنرال روبرتسون أنه سيطير إلى القاعدة البريطانية في القنال (قناة السويس). وفي مصر طلب السفير البريطاني من القادة البريطانيين لجيش الاحتلال الاجتماع به في نفس اليوم في الإسكندرية واستمر الاجتماع حتى منتصف الليل.
ألغت الحكومة البريطانية الإجازات لجميع قوات جيش الاحتلال. وفي الخرطوم طافت دبابات الجيش البريطاني في الشوارع لإرهاب السودانيين فقابلوها بالهتافات بسقوط الاحتلال.وتعتبر هذه هي الثورة المصرية الثانية بعد ثورة 1919.
قام مجلس قيادة انقلاب 1952 باعتقال النحاس بطريقة مهينة وبدون علم الرئيس محمد نجيب والذي كان معارضا لذلك، حيث قام بشطب اسمه من كشوف الاعتقال، والتي قدمت إليه من الضباط الأحرار لعلمه بوطنيته ومواقفه المشرفة السابقة وكذلك لاحتكاكه به.

## وفاته
توفي في منزله بجاردن سيتي 23 أغسطس 1965م وشيعت جنازته من مسجد الحسين بالقاهرة

## مذكراته
تعتزم دار الشروق بالقاهرة عما قريب إصدار كتاب بعنوان: (صفحات من مذكرات مصطفى النحاس) من تحقيق الدكتور عماد أبو غازي وزير الثقافة المصري الأسبق، وكان النحاس قد عنون مذكراته بـ: (مذكرات النفي) وبدأ بكتبتها ففي جزيرة سيشل حيث نفي إليها، وتغطي مذكراته الفترة ما بين 19 ديسمبر (كانون الأول) 1921 م حتى 12 مارس (آذار) 1923 م.
وأشار الدكتور عماد أبو غازي في مقدمة المذكرات إلى: " إن المذكرات تتضمن ثلاث كراسات تشكل 407 ورقات، ينطبق عليها مفهوم اليوميات، وقد دونها مصطفى النحاس بشكل يومي، ويبدو بوضوح أنه بدأ تدوين الكراسة الأولى بعد بداية الأزمة التي انتهت بنفي سعد ورفاقه، لكن باقي المذكرات، كما يتضح من أسلوبها، بدت كيوميات كتبها الرجل في حينها، باستثناءات قليلة. لكن هناك تفاوتاً واضحاً فيما كان يكتبه في كل يوم، وفقًا للأحداث. فبعض الأيام يشغل عدة صفحات، وبعضها أسطر قليلة، وبعضها لا يدون فيه أحداث إطلاقًا.
وتبدأ مذكرات النحاس قبل اعتقاله ورفاقه بأربعة أيام، ولا تغطي فترة النفي كاملة، وهناك فجوات طويلة لم تصل، أو ربما لم يدون فيها مصطفى النحاس شيئاً؛ لكنها رغم ذلك تقدم صورة واضحة مفصلة عن فترة نفيه ورفاقه، ومنها نتعرف على رؤيتهم لما مر بمصر من وقائع، فضلاً عن تحليلهم لبعض التطورات على الساحة السياسية في بريطانيا، وكذلك بعض الأحداث الدولية، ونتعرف على ردود أفعالهم عليها، ومدى تفاعلهم مع ما يجري على أرض الوطن وهم بعيدون في المنافي، كتغيير الحكومات وإعداد الدستور والاغتيالات السياسية والاعتقالات، بالإضافة لأحداث عامة أخرى بعيدة عن السياسة، كاكتشاف مقبرة توت عنخ آمون".

## أعمال فنية وأدبية
تناولت شخصيته بعدد من الأفلام والمسلسلات والأعمال الأدبية نذكر منها:
- فيلم امرأة هزت عرش مصر سنة 1995
- مسلسل رد قلبي سنة 1998 بطولة محمد رياض ونرمين الفقي.. وقام بدور مصطفى النحاس الممثل مخلص البحيري
- مسلسل أوراق مصرية: بطولة صلاح السعدني وفريدة سيف النصر.. وقام بدور مصطفى النحاس الممثل فهمي الخولي
- مسلسل بنت أفندينا سنة 2004
- مسلسل الإمام المراغي سنة 2006: بطولة حسن يوسف وقام بدور مصطفى النحاس الممثل معتز السويفي
- مسلسل الملك فاروق سنة 2007 عن قصة حياة الملك فاروق الأول بطولة تيم حسن.. وقام بدور مصطفى النحاس الممثل صلاح عبد الله
- مسلسل ملكة في المنفى سنة 2010 عن قصة حياة الملكة نازلي بطولة نادية الجندي.. وقام بدور مصطفى النحاس الممثل محمد متولي
- مسلسل الجماعة سنة 2010 عن قصة حياة حسن البنا وجماعة الإخوان المسلمون بطولة إياد نصار.. وقام بدورمصطفى النحاس الممثل أحمد راتب.
- مسلسل مشرفة رجل لهذا الزمان سنة 2011 عن قصة حياة علي مصطفى مشرفة بطولة أحمد شاكر عبد اللطيف.. وقام بدورمصطفى النحاس الممثل طارق عبد العزيز
- مسلسل كاريوكا سنة 2012 عن قصة حياة تحية كاريوكا بطولة وفاء عامر.. وقام بدور مصطفى النحاس الممثل محمد غنيم
- مسلسل الجماعة 2 سنة 2016 عن قصة الإخوان المسلمين من عام 1949 حتى 1966 .. وقام بدور مصطفى النحاس الممثل محمود الجندي.[20]

## الملاحظات
1. ↑  "السيرة الذاتية لمصطفى النحاس". ذاكرة مصر المعاصرة. مكتبة الأسكندرية. مؤرشف من الأصل في 2018-07-11. اطلع عليه بتاريخ 2013-08-28.
2. ↑  الحديدي (1993) ص.23
3. ↑  سلامة ص.10
4. ↑  الحديدي (1993) ص.24
5. ↑  سلامة ص.24
6. ↑  الحديدي (1993) ص.25
7. ↑  سلامة ص.35
8. ↑  الحديدي (1993) ص.26
9. ↑  الحريري (1993) ص.27
10. ↑  الحريري (1993) ص.28-29
11. ↑  الحريري (1993) ص.30-31
12. ↑  الحديدي (1993) ص.37
13. ↑  الحديدي (1993) ص.40-41
14. ↑  الحديدي (1993) ص.50
15. ↑  الحديدي (1993) ص.59
16. ↑  الحديدي (1993) ص.63
17. ↑  الحديدي (1993) ص.63-64
18. ↑  الحديدي (1993) ص.69
19. ↑  مصطفى النحاس... يوميات النفي بخط يده نسخة محفوظة 4 يناير 2020 على موقع واي باك مشين.
20. ↑  طاقم عمل مسلسل الجماعة ج2 تاريخ الاطلاع 2018/6/22. نسخة محفوظة 22 يونيو 2018 على موقع واي باك مشين.

## [1]المصادر
1. ↑  "السيرة الذاتية لمصطفى النحاس". ذاكرة مصر المعاصرة. مكتبة الأسكندرية. مؤرشف من الأصل في 2018-07-11. اطلع عليه بتاريخ 2013-08-28.
2. ↑  نور رشوان. "في ذكرى وفاة مصطفى النحاس.. عمرو موسى: أحيي سياسته الصارمة في صيانة دستور مصر". ذاكرة مصر المعاصرة. مؤرشف من الأصل في 2017-09-07. اطلع عليه بتاريخ 2017-08-23.

http://www.almasryalyoum.com/news/details/105192

## الهوامش
1. ↑  تعددت الروايات حول كيفية دخول النحاس حزب الوفد منها: أن أمين يوسف بك، الذي كان متزوجًا من ابنة أخت سعد زغلول، كان عضوًا بالحزب الوطني هو الذي أقنع سعد بضم النحاس للوفد ووافق النحاس بعد أن ضمن له سعد مساعدة مالية. رواية آخرى تقول أن عبد العزيز فهمي هو من قام بترشيحه، كذلك رأى محمود عباس العقاد في ضم النحاس و حافظ عفيفي فيه موازنة للحزب رآها سعد زغلول.

1. ↑  زعيم الامة مصطفى النحاس باشا وبناء دولة الليبرالية للدكتور/ محمد الجوادى . الناشر: دار الشروق، ٢٠١١
<>. دار الشروق،. ٢٠١١. ISBN:9789770927210. OCLC:782039939. مؤرشف من الأصل في 2021-04-23. {{استشهاد بكتاب}}: تأكد من صحة |isbn= القيمة: checksum (مساعدة)